# Hibiscus sterculiifolius
Hibiscus sterculiifolius là một loài thực vật có hoa trong họ Cẩm quỳ. Loài này được (Guill. & Perr.) Steud. mô tả khoa học đầu tiên năm 1840.